# Vasárnap (folyóirat, 1921–1924)
A kolozsvári Vasárnap első száma 1921. november 13-án jelent meg, „képes hetilap” alcímmel. Főszerkesztője Benedek Elek, felelős szerkesztője Kós Károly (az 1923/3. számig), azután Szentimrei Jenő, akinek neve szerkesztőként indulásától szerepel a lap impresszumában. Kiadótulajdonosa az 1923/3. számig a Kaláka, utána a Haladás Lap- és Könyvkiadó Betéti Társaság.
Erdély trianoni elszakítása után a kolozsvári Erdélyi Szemle és Napkelet, a marosvásárhelyi Zord Idő, valamint a nagyváradi Tavasz és Magyar Szó mellett az elsők között próbálta egy frontba tömöríteni az új országhatárok között élő, haladó gondolkodású és új utakon kísérletező erdélyi magyar írókat. A Szentimrei Jenő fáradozásai nyomán megalakult kezdeményező csoport tagjai Kós Károly, Nyirő József, Paál Árpád és Zágoni István voltak. Ők jegyeztették be a Kaláka Betéti Társaságot, ennek anyagi alapja az ötük nevére felvett kölcsön, amelynek fedezete Paál Árpád bethlenfalvi birtoka volt.
Politikai felfogásában a lap az 1922. január 15-én megalakult, Kós Károly vezette Erdélyi Magyar Néppárt nézeteit fejezte ki: belpolitikai téren az erdélyi magyarság demokratikus megszervezését szorgalmazta. Elsősorban a falusi lakosságra kívánt támaszkodni, de rokonszenvvel figyelte a munkásság szervezkedéseit is. Ugyanakkor hangsúlyozta az együtt lakó népek testvéri összefogásának szükségességét. Ugyanezt a szemléletet juttatta érvényre külpolitikai szemléiben is, amelyekben többek között illúzióval tele elismeréssel ír a fiatal Szovjet-Oroszországról.
Irodalmi ízlésében, már az első – Kós Károly meghatározta – szakaszban is, elsősorban a falusi lakosság igényeit igyekezett kielégíteni, ennek irodalmi ízlését fejleszteni, hozzászoktatni a rendszeres olvasáshoz. Miután Szentimrei Jenő vette át a lap vezetését, nagyobb szerepet kapott benne az irodalom s úgyszólván a minimálisra zsugorodott a napi politikával foglalkozó cikkek száma.
A szerkesztők az akkoriban szerveződő és meglehetősen széttagolt erdélyi irodalmi életben az összefogásra törekedtek. Már az első szám, Benedek Elek, Kós Károly, Nyirő József, Paál Árpád, Szentimrei Jenő és Zágoni István aláírásával, közölte a Kaláka felhívását az írókhoz és a közönséghez, amelyben a lap egy táborba hívta Románia magyar íróit. Ugyanakkor egy másik felhívás is jelent meg, a közönséghez intézve, amelyet a kalákásokkal együtt 38 erdélyi magyar író írt alá Dicsőszentmártonból, Gyergyószentmiklósról, Kolozsvárról, Marosvásárhelyről, Nagyenyedről, Nagyváradról Antalffy Endrétől, Kádár Imrétől és Sipos Domokostól Áprily Lajosig, Gyallay Pap Domokosig és Szini Lajosig.
Ez az egység azonban rövid életű volt: egyrészt jelentkeztek a belső ellentétek, másrészt a Kalákát támogató tőkeerős csoportok (az Ellenzék Rt., a Lapkiadó Rt. és a Minerva Rt.) feltételekhez kötötték támogatásukat, illetve egy idő után más, népszerűbb lapok (Pásztortűz, Magyar Nép) felé orientálódtak. Ennek következménye lett az, hogy a Vasárnap az 1923. január 21-i számmal megszűnt, pontosabban: folytatólagos évfolyamszámozással, de azon belül a lapszámok számozását újrakezdve, átadta helyét a Vasárnapi Újságnak, amely a Kaláka helyett alakult Haladás Lap- és Könyvkiadó Betéti Társaság neve alatt, ugyancsak Benedek Eleket tüntetve fel főszerkesztőként, Szentimrei Jenő szerkesztésében 1923 május 6-án indult útjára. Művészeti munkatársként Kós Károly neve szerepel az impresszumban. 1924 májusában azonban a Haladás Bt.-t is kénytelenek voltak az alapítók felszámolni, s a Vasárnap immár Vasárnapi Újság címmel visszakerült a Kaláka csoport tulajdonába.
Ebben a harmadik szakaszban a Vasárnap az Ellenzék-csoport támogatását élvezte ugyan, de így sem sokáig bírta a versenyt a Minervához visszakerült Pásztortűzzel s a falusi lakosság körében a négy felekezet papjai által terjesztett Magyar Néppel. A két év alatt összesen 97 számot ért meg, utolsó száma 1924. március 29-én jelent meg. A csoport tagjai 1925 márciusában testületileg kivonultak a Keleti Újságból, és a Paál Árpád által nem sokkal azelőtt átvett Újságból létrehozták azt a „mindenkitől független” napilapot, „amit nem irányít, nem befolyásol más, csak a tiszta lelkiismeret”, ahogyan az 1925. április 12-i beköszöntőben programként megfogalmazták. Az Újság felelős szerkesztője Zágoni István, szerkesztője Szentimrei Jenő, művészeti szerkesztője Kós Károly, irodalmi rovatvezetője Nyírő József lett. A Vasárnapi Újság ezután (az Újság 1927 augusztusában történt megszűnéséig) ennek vasárnapi mellékleteként jutott el az olvasókhoz.
A Vasárnap, majd Vasárnapi Újság címen megjelent folyóirat körül elsősorban a polgári radikális gondolkodású írók és költők tömörültek. Bár az első nyilatkozatot az akkori fogalmak szerinti jobb- és baloldali írók közösen fogalmazták meg, a konzervatív szemléletűek alig jelentkeztek hasábjain. A két év alatt összesen 5 képviselőjük: Dózsa Endre, Gyallay Pap Domokos, Reményik Sándor, Szabolcska Mihály és Walter Gyula alig közölt egy-két írást. Ez a szám annál beszédesebb, ha tudjuk, hogy a hat évfolyamban összesen 83 magyar (köztük 70 hazai) költő 234 verse, 227 elbeszélés és folytatásos regény jelent meg: az idősebbek nemzedékéből Benedek Elek, Dózsa Endre, Kovács Dezső, az 1920-as évek elején ismertté vált nemzedékből többek között Áprily Lajos, Bárd Oszkár, Bartalis János, Berde Mária, Endre Károly, Franyó Zoltán, Gulácsy Irén, Ligeti Ernő, Molter Károly, Nagy Dániel, Olosz Lajos, Sipos Domokos, Szentimrei Jenő, Szombati-Szabó István, Tabéry Géza, Tompa László, a Tizenegyekkel induló új rajzásból Finta Zoltán, Mihály László, Jakab Géza, Kacsó Sándor, Tamási Áron, a velük párhuzamosan indult fiatalok közül Dsida Jenő, Karácsony Benő írásai.
Figyelmet érdemel a lap irodalmi publicisztikája is: a megjelenő köteteket regisztráló kritika, amelynek célja: felhívni a közönség figyelmét, nevelni ízlését, a sarjadó új erdélyi irodalomnak olvasóközönséget nevelni. Mai szemmel nézve különösen érdekes az 1923–24-ben közölt Erdélyi írók otthon c. sorozat, amelyben 28 hazai magyar írót és költőt mutatott be a lap az olvasóknak, többnyire fényképes ismertetésekben, köztük Áprily Lajost, Bartalis Jánost, Benedek Eleket, Berde Máriát, Endre Károlyt, Gulácsy Irént, Kós Károlyt, Nagy Dánielt, Olosz Lajost, Paál Árpádot, Reményik Sándort, Szentimrei Jenőt, Szombati-Szabó Istvánt, Tabéry Gézát, Tompa Lászlót, Walter Gyulát. Egy másik sorozat, Az erdélyi lapszerkesztők galériája (1924/16) 31 erdélyi és bánsági magyar lapot, újságírót és lapszerkesztőt (Balázs Ernő, Balog Artúr, Botos János, Fehér Dezső, Gyarmati Ferenc, Kovács Károly, Krizsán P. Pál, Kubán Endre, Marton Ernő, Papp Andor, Sényi László, Serényi József, Szász Endre, Székely János, Tarczinszky Kázmér, Vuchetich Endre, Zágoni István) ismertetett meg a közönséggel. Becsky Andor az új erdélyi irodalom és kritika állapotáról, céljairól és feladatairól kezdeményezett vitát Irodalmi életünk nagy kérdései címmel, ugyancsak az ő nevéhez fűződött Az erdélyi irodalom mai keresztmetszete és Az erdélyi kritika keresztmetszete c. sorozat is.
Az 1920-as évek első felében számottevő közönségmozgósító szerep jutott annak az Erdélyi Írói Olimpiásznak, amelyet 1923-ban az irodalmi központként számon tartott városok író-képviselőinek bevonásával szerveztek a Haladás keretében egyesült lapok szerkesztőségei és a kolozsvári Magyar Színház. A Vasárnapi Újság 1923. november 11–18-i számaiban a nagyváradi, november 18–25-i számaiban a marosvásárhelyi, december 2–9-i számaiban az aradi írók matinéját közli. A nagyszabásúra tervezett záróünnepség végül elmaradt. A zsűri döntése szerint első helyre a marosvásárhelyi írók matinéját érdemesítették (ebben Antalffy Endre, Molter Károly és Osvát Kálmán konferált, Berde Mária, Dékániné Máthé Mariska, Szász Károly és Tompa László versei, Balogh Endre és Csergő Tamás prózai írásai, Szini Lajos humoreszkjei hangzottak el).
Az erdélyi Petőfi-kultusz szempontjából jelentős a Vasárnapnak az a néhány lapszáma, amelyekben az 1922-es segesvári és fehéregyházi Petőfi-ünnepségekhez (1922/31), ill. születése centenáriumához (1923/1) kapcsolódik. Ezekből érdemes megemlíteni Benedek Elek Petőfi halála c. esszéjét, illetve Szentimrei Jenő Petőfi és Ady c. cikkét.
A Vasárnapban megjelent vers- és próza ismeretében munkatársi gárdáját legnagyobbrészt a Nyugattal jelentkező magyar modernekkel egy táborban helyezhetjük el. Legtöbbet idézett költőjük Ady Endre, akit Szentimrei Jenő az 1922. újévi vezércikkben (Petőfi és Ady) „a ma élő magyarság legnagyobb poétája”-ként említ, s több Ady-vers közlésével bontja ki a már vitán felül álló Petőfi és az akkor még vitatott Ady életében és költészetében fellelhető párhuzamokat. Ilyenformán Ady neve a millenniumi frázisokat elutasító hazafisága, sajátos vallásos és szociális mondanivalója által a néppárt zászlajára kerül, Petőfi mellé.
1924-ben, amikor az Ady-szülők aranylakodalma ürügyén nagyszabású Ady-ünnepségekre kerül sor Erdély-szerte, a Vasárnapi Újság külön Ady-számot jelentet meg (1924/28) Áprily Lajosnak, Bartalis Jánosnak, Szentimrei Jenőnek Ady emlékét idéző verseivel, Kőmíves Nagy Lajos és Nagy Sándor prózai írásaival, zilahi és érmindszenti riportokkal, a következő (1924/29) számban pedig részletesen beszámol az ünnepségekről. Ekkor írja Szentimrei Jenő: „Szeretném hinni, hogy Ady Endre sírva felpanaszolt életbérét a hálás utókor nem ünnepi alkalmak keresésében fogja visszafizetni. Lehet, hogy karriert csinál holta után Ady Endre. Már iskoláskönyvekbe sem tartják méltatlannak felvenni egy-két versét, már itt-ott emlékezni is szabad róla, s talán szobra is állni fog, de ennek a nemzedéknek, amely előtt önvérével törte föl az ugart, nagyobbra van hivatása és kötelessége Ady Endre iránt. Ennek a nemzedéknek fáradalmakat, küzdelmeket, gúnyt, lekicsinylést, elgáncsolást nem ismerő tanító munkával kell beérkeztetnie Ady Endrét egy nemzet apraja-nagyja szívéig.”
Ennek a szemléletnek megfelelően elsősorban a Nyugat képviselői jutottak szóhoz a hasábjain: Babits Mihály, Juhász Gyula, Karinthy Frigyes, Kosztolányi Dezső, Móricz Zsigmond, Somlyó Zoltán.
A politika háttérbe szorulásával egy időben a Vasárnapi Újság más, közérdekű anyagokkal próbálta vonzani a közönséget: Halad a világ c. rovatában tudománynépszerűsítő, a tudományos és a műszaki haladás legújabb eseményeiről beszámoló cikkeket közölt, A Vasárnapi Újság Színháza rovatában a hazai magyar színjátszás hivatásos és műkedvelő megnyilvánulásairól, a bukaresti és budapesti új színpadi törekvésekről számolt be számos – ma már elfelejtett – színházi fotó kíséretében. Ugyancsak művészettörténeti dokumentumértéke van a két lap képzőművészeti anyagának. A Vasárnapban – az akkori nyomdatechnikai lehetőségek korlátozott volta miatt – legnagyobbrészt vonalas rajzok, linóleummetszetek, tusrajzok láttak napvilágot (ezek közül nem csak számban, de művészettörténeti értéküket tekintve is kiemelkednek Kós Károly grafikái), míg a Vasárnapi Újság, egy fejlettebb nyomdatechnikának köszönhetően, már művészi szempontból használhatóbb reprodukciókat is közölt: Balázs Árpád, Börtsök Samu, Deák Nándor, Dóczyné Berde Amál, Ferenczy Valér, Gruzda János, Jándi Dávid, Kmetty János, Krizsán János, Litteczky Endre, Mikola András, Nagy Oszkár, Perlrott-Csaba Vilmos, Rubleczky Géza, Szolnay Sándor, Tibor Ernő, Tóth István, Ziffer Sándor munkáit. A lap fedezte fel Bordi Andrást, Buday Györgyöt, Nagy Imrét.
Szerény, úgyszólván jelképes a két lap világirodalmi és műfordítás-anyaga: a világirodalomból 30 szerző 12 verse, 25 prózai írása, 1 drámarészlete (a névsorban Henri Barbusse, Bjørnstjerne Bjørnson, François Coppée, Anatole France, Paul Géraldy, Makszim Gorkij, Franz Xaver Kappus, Maarten Maartens, Mark Twain, Guy de Maupassant, Nasszredin Hodzsa, Lev Tolsztoj, H. G. Wells, Az ezeregyéjszaka meséi), a román irodalomból Ion Agârbiceanu, Ion Luca Caragiale, Octavian Goga, Ștefan Octavian Iosif, D. D. Pătrăşcanu, Mihail Sadoveanu, Ioan Slavici (összesen 3 vers, 11 novella, 3 színpadi jelenet).
Szabó Zsolt összeállításában elkészült: A kolozsvári Vasárnap és Vasárnapi Újság irodalmi repertóriuma. (NyIrK, 1979/2.)